# Hadrava
Hadrava je malá vesnice a část obce Chudenín v okrese Klatovy v Plzeňském kraji. Nachází se asi dva kilometry severovýchodně od Chudenína. Hadrava je také název katastrálního území o rozloze 2,45 km².

## Historie
První písemná zmínka o vesnici pochází z roku 1600.

## Obyvatelstvo
| Rok            | 1869 | 1880 | 1890 | 1900 | 1910 | 1921 | 1930 | 1950 | 1961 | 1970 | 1980 | 1991 | 2001 | 2011 | 2021 |
| -------------- | ---- | ---- | ---- | ---- | ---- | ---- | ---- | ---- | ---- | ---- | ---- | ---- | ---- | ---- | ---- |
| Počet obyvatel | 184  | 180  | 194  | 222  | 238  | 227  | 208  | 81   | 81   | 75   | 79   | 74   | 53   | 66   | 76   |
| Počet domů     | 22   | 28   | 29   | 31   | 33   | 32   | 32   | 29   | 20   | 18   | 18   | 20   | 21   | 24   | 27   |

## Obecní správa
Při sčítání lidu v letech 1850–1899 Hadrava byla osadou obce Červené Dřevo v okrese Klatovy. V letech 1900–1975 byla samostatnou obcí v okrese Klatovy. Podle Seznamu obcí ČSSR 1960 je obec Hadrava od 1. července 1960 pod správou Místního národního výboru v Chudeníně. Od 1. července 1975 je částí obce Chudenín v okrese Klatovy.

## Pamětihodnosti
- Kostel svatého Josefa
- Usedlost čp. 16
- Hadravská lípa

## Galerie

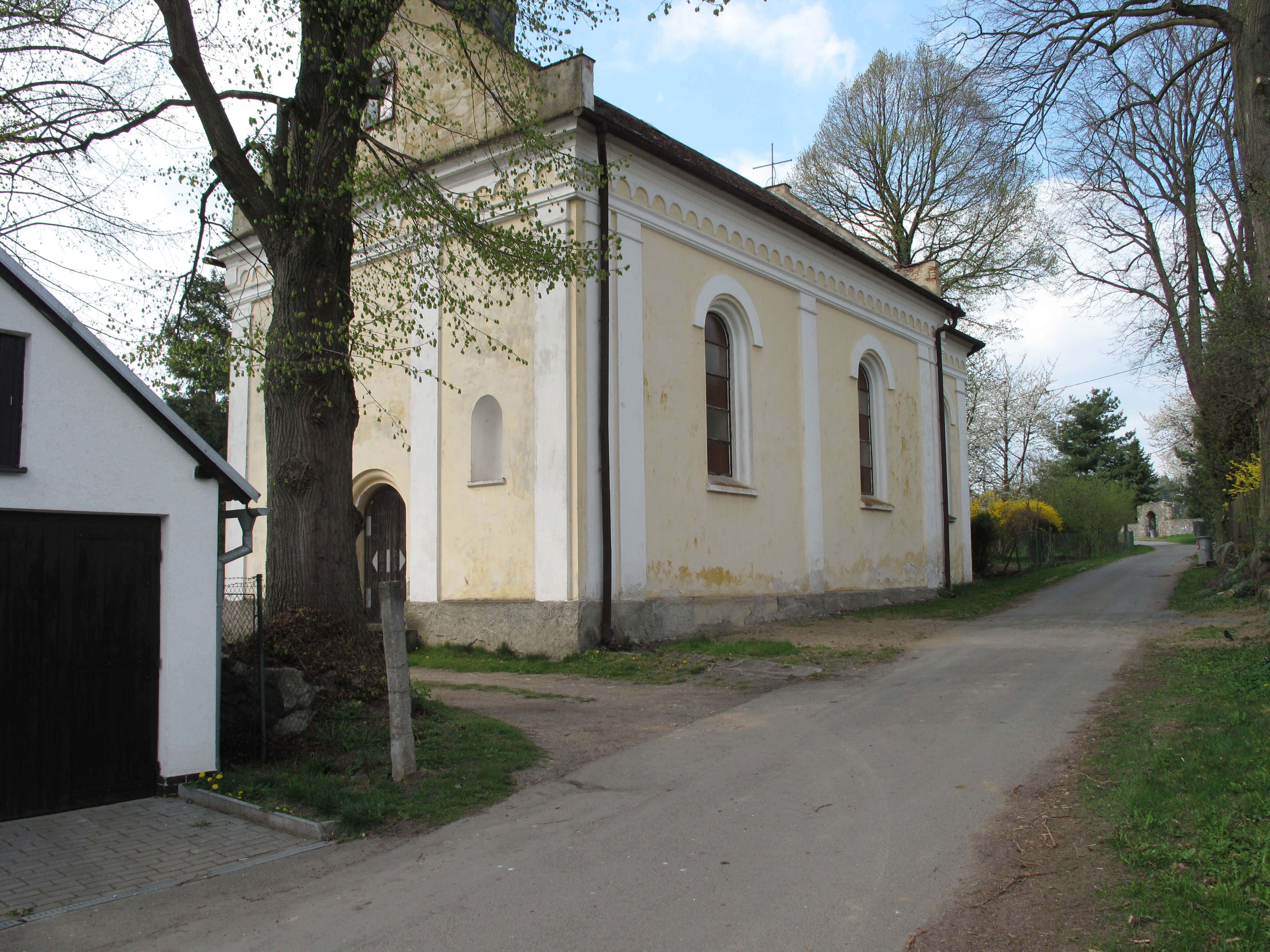
Kostel svatého Josefa
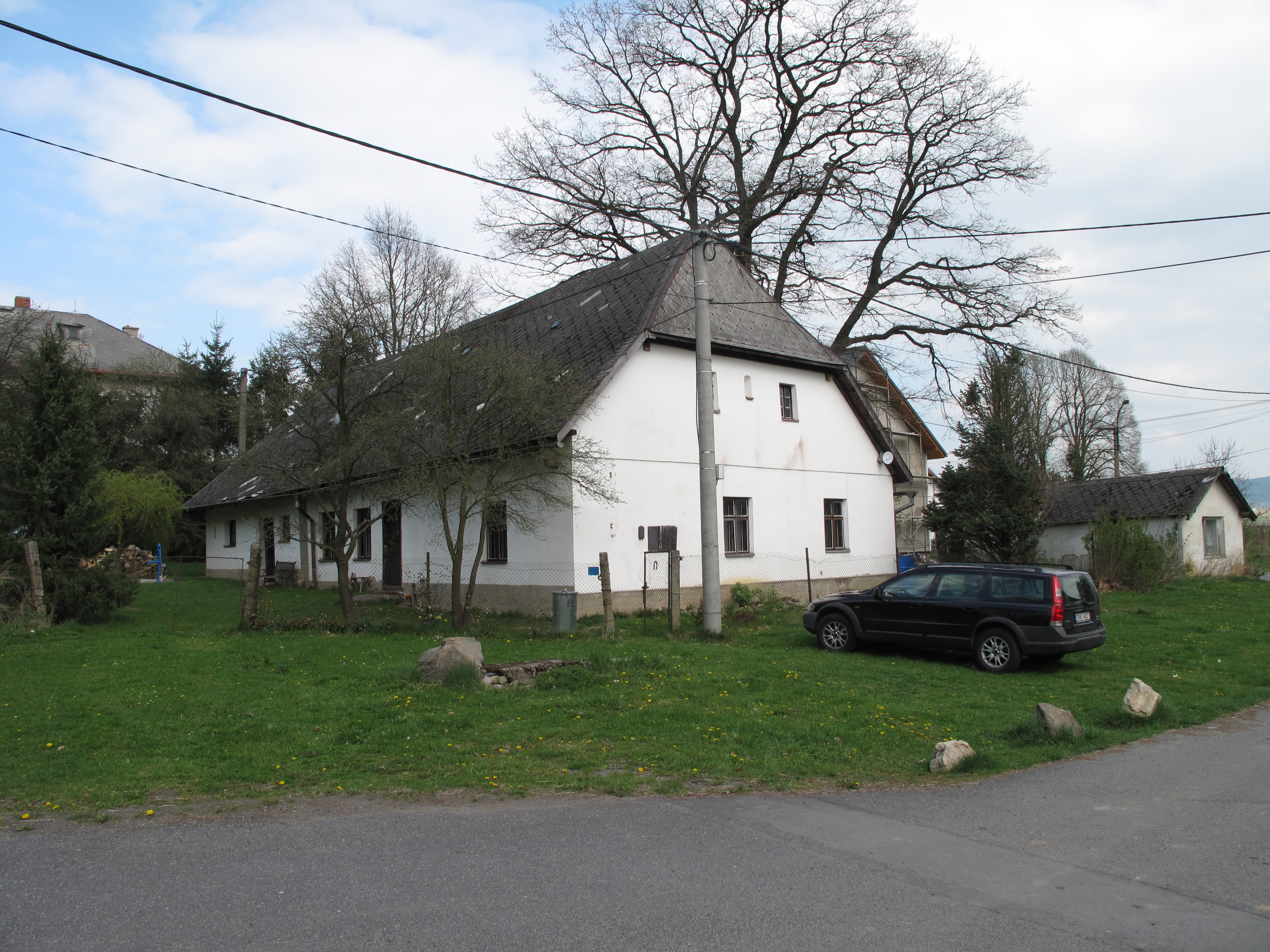
Dům v Hadravě
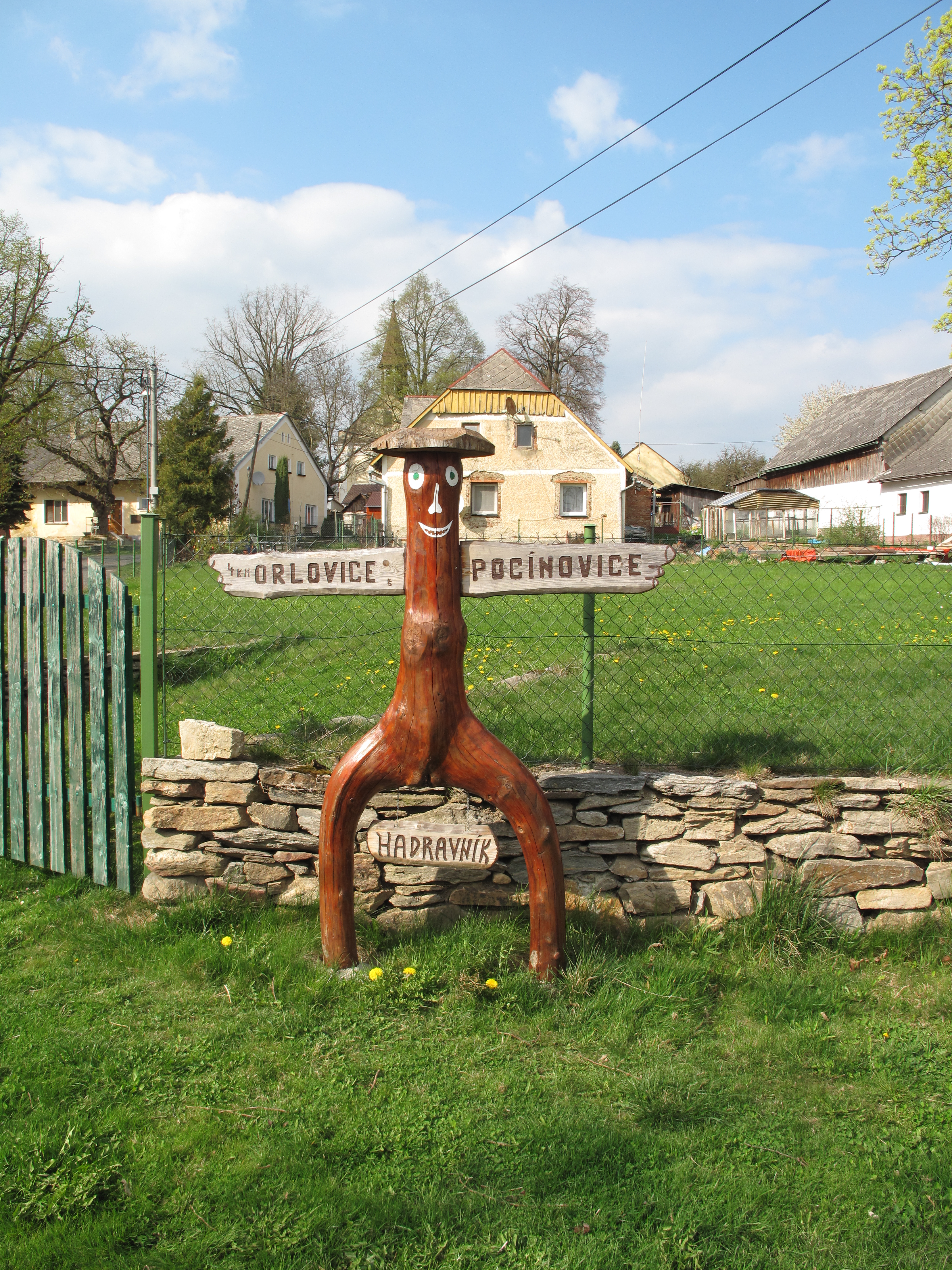
Rozcestník